# SN 2007hc
SN 2007hc – supernowa typu II odkryta 24 sierpnia 2007 roku w galaktyce A003558+2402. W momencie odkrycia miała maksymalną jasność 17,30m.